# Angela Carterová
Angela Carterová (7. května 1940 Eastbourne, Spojené království – 16. února 1992 Londýn) byla anglická spisovatelka a novinářka, známá pro své feministicky laděné romány v žánru magického realismu a scifi.

## Život
Narodila se jako Angela Olive Stalkerová ve městě Eastbourne v roce 1940. Ještě jako dítě se odstěhovala do Yorkshiru za svou babičkou z matčiny strany. Jako teenager bojovala s anorexií. Poprvé pracovala jako novinářka v místním inzertním časopise Croydon Advertiser, jdouc ve šlépějích svého otce, který byl také žurnalistou. Později odešla na Univerzitu v Bristolu, kde studovala anglickou literaturu.
Její literární dílo bylo pod vlivem její matky. Tento vliv je velmi dobře patrný na jejím románu Wise Childern (Moudré děti). Stala se také známou pro časté odkazy na Williama Shakespeara. Dále se zajímala o práce mužských spisovatelů, jako byl mimo jiné markýz de Sade (její román The Sadeian Woman) a Charles Baudelaire (její povídka Black Venus, tj. Černá Venuše). Kromě jiného ve své povídkové sbírce Bloody Chamber (česky vyšlo pod názvem Krvavá komnata a jiné povídky v překladu Dany Hábové v roce 1997 v nakladatelství Argo) přepsala několik pohádek, mimo jiné Červenou karkulku a dvakrát Kráska a zvíře.
Dvakrát se provdala, poprvé v roce 1960 za Paula Cartera, rozvedli se po dvanácti letech. V roce 1969 použila peníze za cenu Somerseta Maughama k tomu, aby opustila svého manžela a odjela do Japonska. Dva roky žila v Tokiu, kde se, jak tvrdila, „učila, co to znamená být ženou a radikalizovala se“ (z knihy Nic svatého, 1982). O svých zkušenostech psala články pro New Society a v roce 1974 o nich napsala také sbírku povídek Fireworks: Nine Profane Pieces (Ohňostroje: Devět rouhačských kousků). Svědectví o jejích japonských zkušenostech je také možno spatřit v knize The Infernal Desire Machines of Doctor Hoffman (1972, Pekelné stroje na touhu doktora Hoffmana). V Japonsku pobývala v téže době jako Roland Barthes, který o svých zkušenostech vydal knihu L’empire des signes (Říše znaků, 1970).
Dále pobývala v USA, Asii, Evropě, v čemž jí pomáhala plynná znalost francouzštiny a němčiny. Zbytek sedmdesátých a osmdesátých let dvacátého století pracovala jako spisovatelka na různých univerzitách, mimo jiné na University of Sheffield, Brownově univerzitě, University of Adelaide a na University of East Anglia. V roce 1977 se provdala znovu, jejím druhým manželem byl Mark Pearce.
Jsouc plodnou autorkou fikce, psala také novinové články do novin The Guardian, The Independent a New Statesman. Její novinové články byly později sebrány v knize Shaking a Leg (velmi volně přeloženo Hejbání kostrou). Dále psala pro rozhlas, adaptujíc své povídky, napsala také dvě původní rozhlasové hry o Richardu Daddovi a Ronaldu Firbankovi. Dvě z jejích fikcí byly filmově adaptovány, konkrétně The Company of Wolves (Společenství vlků, 1984) a The Magic Toyshop (Magické hračkářství, 1987). Do adaptace obou filmů se aktivně zapojila, scénáře k filmům byly publikovány ve sbírce jejích dramatických děl The Curious Room (Podivný pokoj), spolu s jejími rozhlasovými scénáři, libretu k opeře Orlando podle Virginie Woolfové a nerealizovaným scénářem nazvaným The Christchurch Murders (Vrazi z Christchurch, podle skutečné události, podle které byl také natočen film Nebeská stvoření od Petera Jacksona) a ostatními díly podobného druhu.
Její román Nights at the Circus (česky pod názvem Noci v cirkuse v překladu Lucie a Martina Mikolajkových, vydalo nakladatelství Dybbuk v roce 2006) získal v roce 1984 literární cenu James Tait Black Memorial Prize.
Zemřela v jednapadesáti letech v roce 1992 na rakovinu plic.

## Dílo
Je autorkou rozsáhlého díla, níže jsou uvedeny pouze její práce vydané v českém jazyce:
- Černá Venuše : magický (historicko-syfilitický) realismus – v originále Black Venus, přeložila Kateřina Hilská, vydalo nakladatelství Dybbuk v Praze v roce 2003 ISBN 80-903001-7-0
- Krvavá komnata : (a jiné povídky) – v originále Bloody Chamber, přeložila Dana Hábová, vydalo nakladatelství Argo v roce 1997 ISBN 80-7203-166-X
- Kytice dívčích pohádek – v originále Virago Book of Fairy Tales, vybral a přeložil Pavel Šrut, vydalo nakladatelství Svoboda-Libertas v Praze v roce 1993 ISBN 80-205-0370-6
- Noci v cirkuse – v originále Nights at the circus, přeložili Lucie a Martin Mikolajkovi, vydalo nakladatelství Dybbuk v Praze v roce 2006 ISBN 80-86862-18-6
- Vášeň nové Evy – v originále Passion of new Eve, přeložil Martin König, vydalo nakladatelství Dybbuk v Praze v roce 2004 ISBN 80-86862-01-1
- Moudré děti – v originále Wise Children, přeložili Lucie a Martin Mikolajkovi, vydalo nakladatelství Dybbuk v Praze v roce 2007 ISBN 978-80-86862-39-2
- Magické hračkářství – v originále The Magic Toyshop, přeložili Lucie a Martin Mikolajkovi, vydalo nakladatelství Dybbuk v Praze v roce 2010 ISBN 978-80-7438-010-5